# Майське (аеродром)
Майське — аеродром UKDA у Дніпропетровської обл. поруч з селами Майське і Максимівка.
Авіаційна компанія «Авіа-Союз» заснована у 1998 році і базується на аеродромі «Майське». Тепер аеродром має розгорнуту інфраструктуру: адміністративна будівля з класами для занять парашутистів і льотним складом, контрольно-диспетчерський пункт, стоянки для літаків, ґрунтова злітно-посадкова смуга.
Основними видами діяльності є: авіаційно-спортивний (парашутний клуб, школа пілотів) і ділова авіація (чартерні перевезення по Україні та ближньому закордонню).
На аеродромі «Майське» базуються літаки Л-410, Скаетон К-10 Swift, Як-52, Л-29, Ан-2.
Для викидання починаючих парашутистів, використовується літак Ан-2 з постійно робочою висотою 1000 м, а для спортсменів-парашутистів літаки Л-410, з постійно робочою висотою 4200 м.

## Технічні дані аеродрому
- Частота аеродрому 130.8 МГц «Луговой-вишка»[4]
- Код аеродрому згідно ICAO — UKDA[1]
- Магнітне схилення — +6[4]
- Поясний час — UTC +3
- ЗПМ України, що внесені до Журналу обліку та допуску до експлуатації постійних ЗПМ: строк дії сертифіката (посвідчення) — 09.04.18[2]
- PCN покриття ЗПС аеродрому: ґрунт[4]
- Власник аеродрому + власник сертифіката: АТЗТ «Агро-союз», ТОВ АК «Авіа-Союз»[2]
- Строк дії сертифіката (посвідчення): 09.04.18[2]

## Парашутний клуб «Авіа-Союз»
Стрибковий сезон в парашутному клубі «Авіа-Союз» починається в квітні і закінчується в жовтні кожного року. Робочі дні — вихідні та свята. Аеродром працює з 8:00 і до заходу сонця.
В клубі проводяться:
- Парашутні стрибки для сертифікованих парашутистів;
- Організація і проведення змагань;

Парашутні стрибки для починаючих парашутистів, за такими програмами:
- Стрибок з інструктором (тандем-стрибок(інші мови))
- Стрибок з витяжним фалом
- Стрибки за програмою AFF(інші мови)

## Школа пілотів
Школа пілотів(Організація Тренування Пілотів, англ. Flight training Organization, FTO / Навчальна Організація Типового Рейтингу англ. Type Rating Training Organization, TRTO) проводить навчання, як за спортивними програмами, так і за програмою пілотів-любителів з видачі пілотських посвідчень, на літаках К-10 Swift, Як-52 та Л-29.
Послуги, що надаються школою пілотів:
- ознайомчі польоти з вищим пілотажем
- ознайомчі польоти над Дніпром
- первісне льотне навчання
- підготовка спортсменів-льотчиків за спортивною програмою «Аеробатика»
- льотна підготовка за програмою «Приватний пілот[en]», PPL[7]
- льотна підготовка за програмою «Комерційний пілот», CPL[7]
- організація змагань з літакового спорту.

## Літальні апарати аеродрому

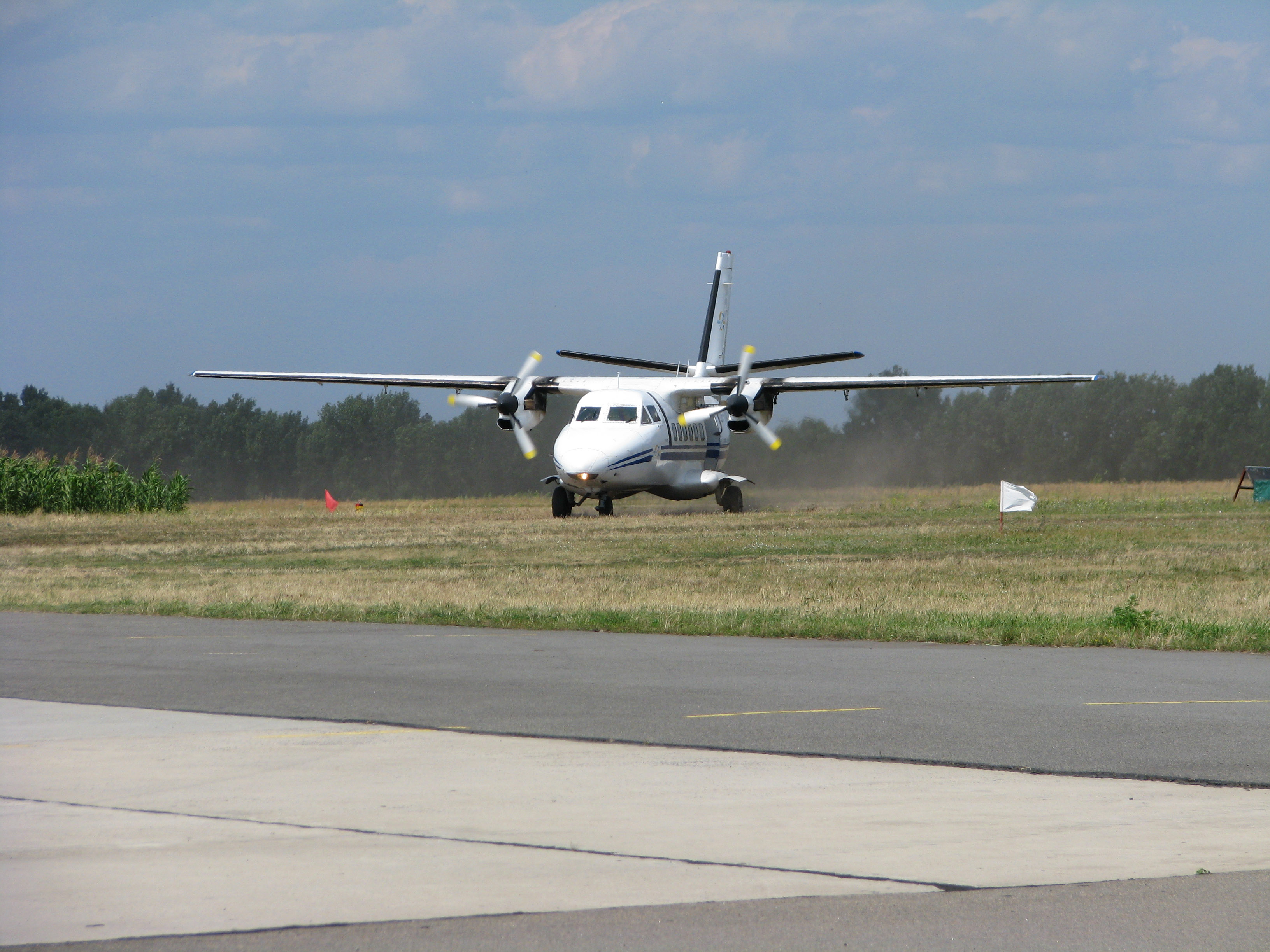
Л-410
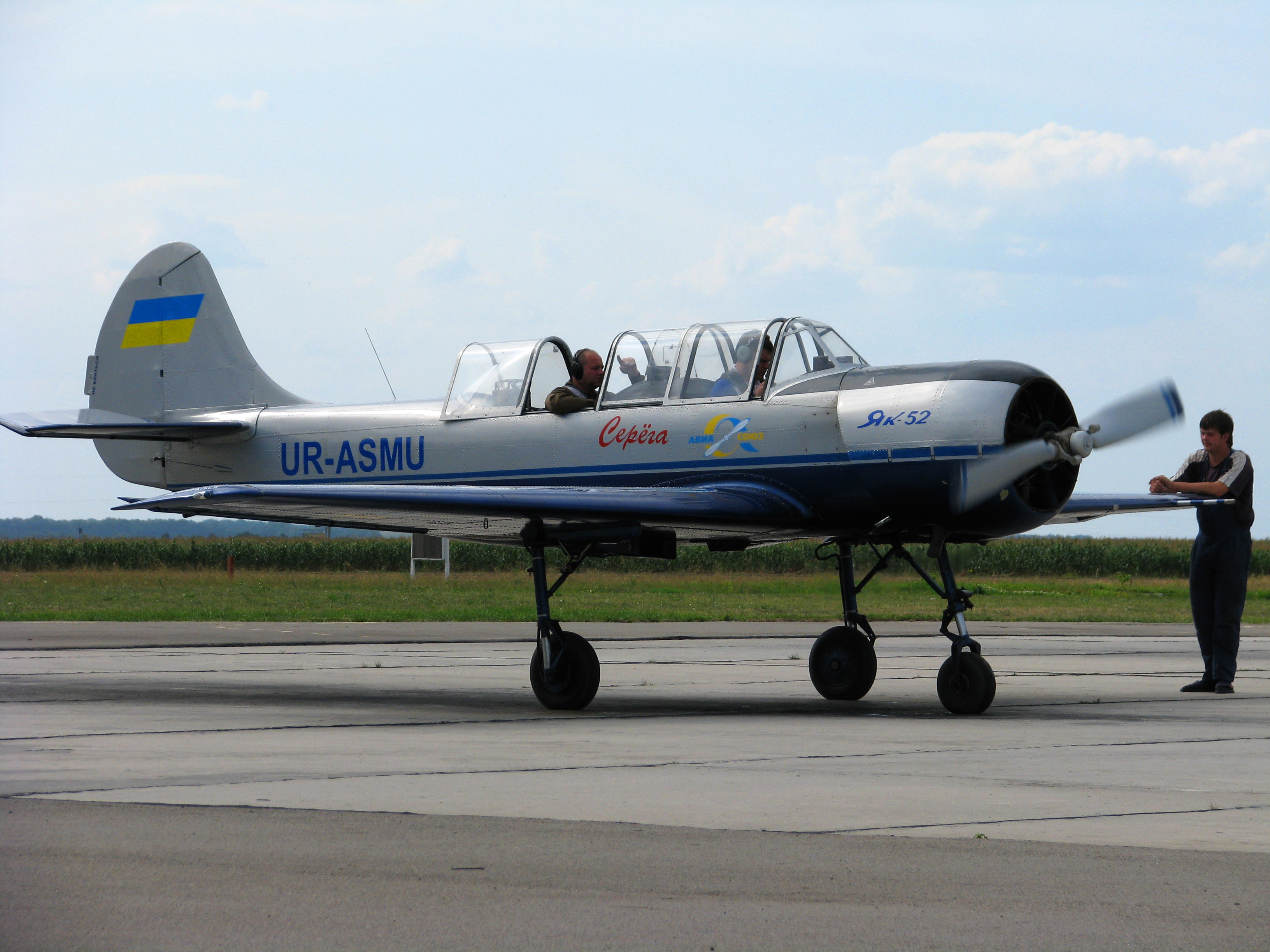
Підготовка до польоту Як-52
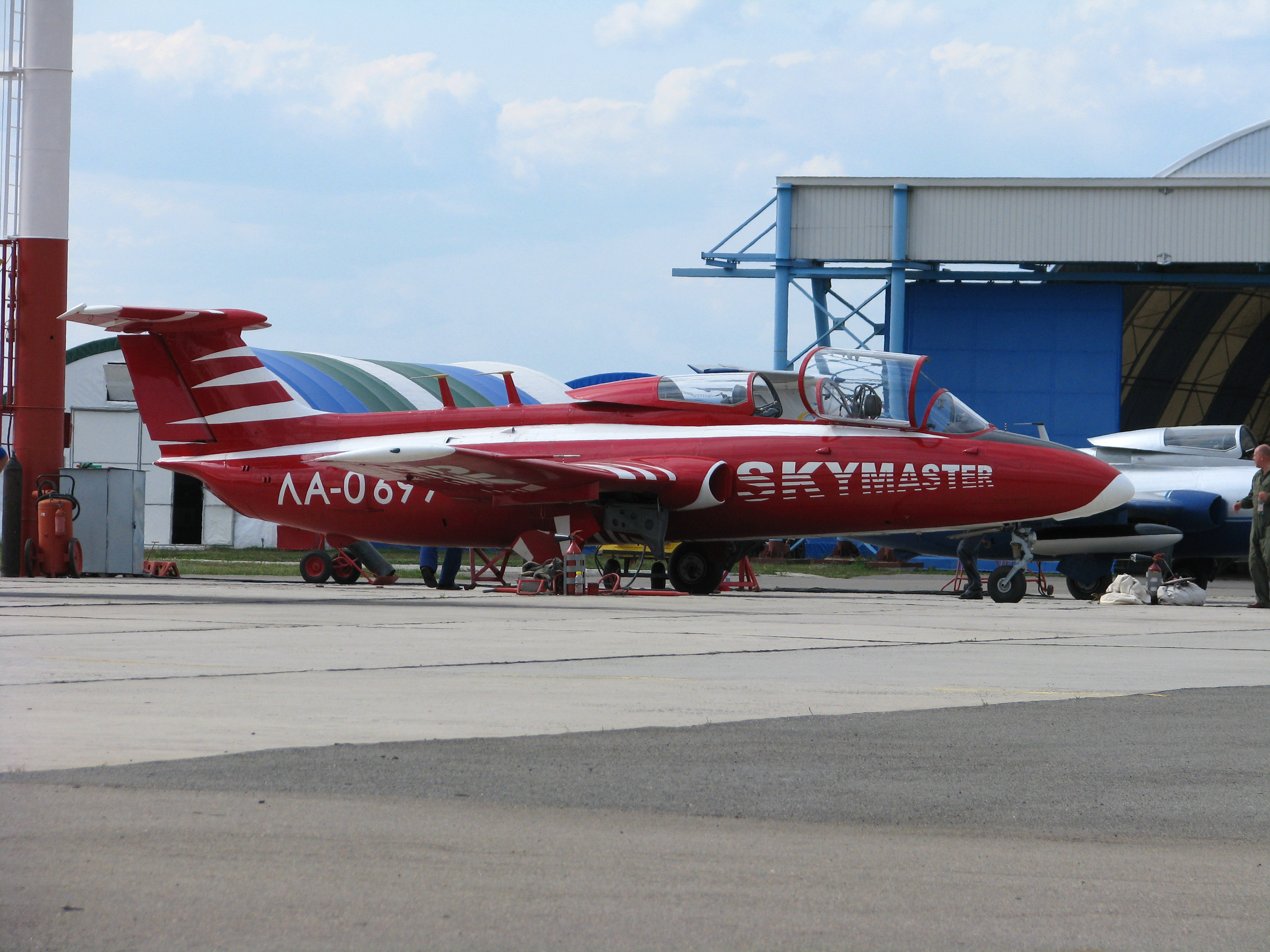
Л-29
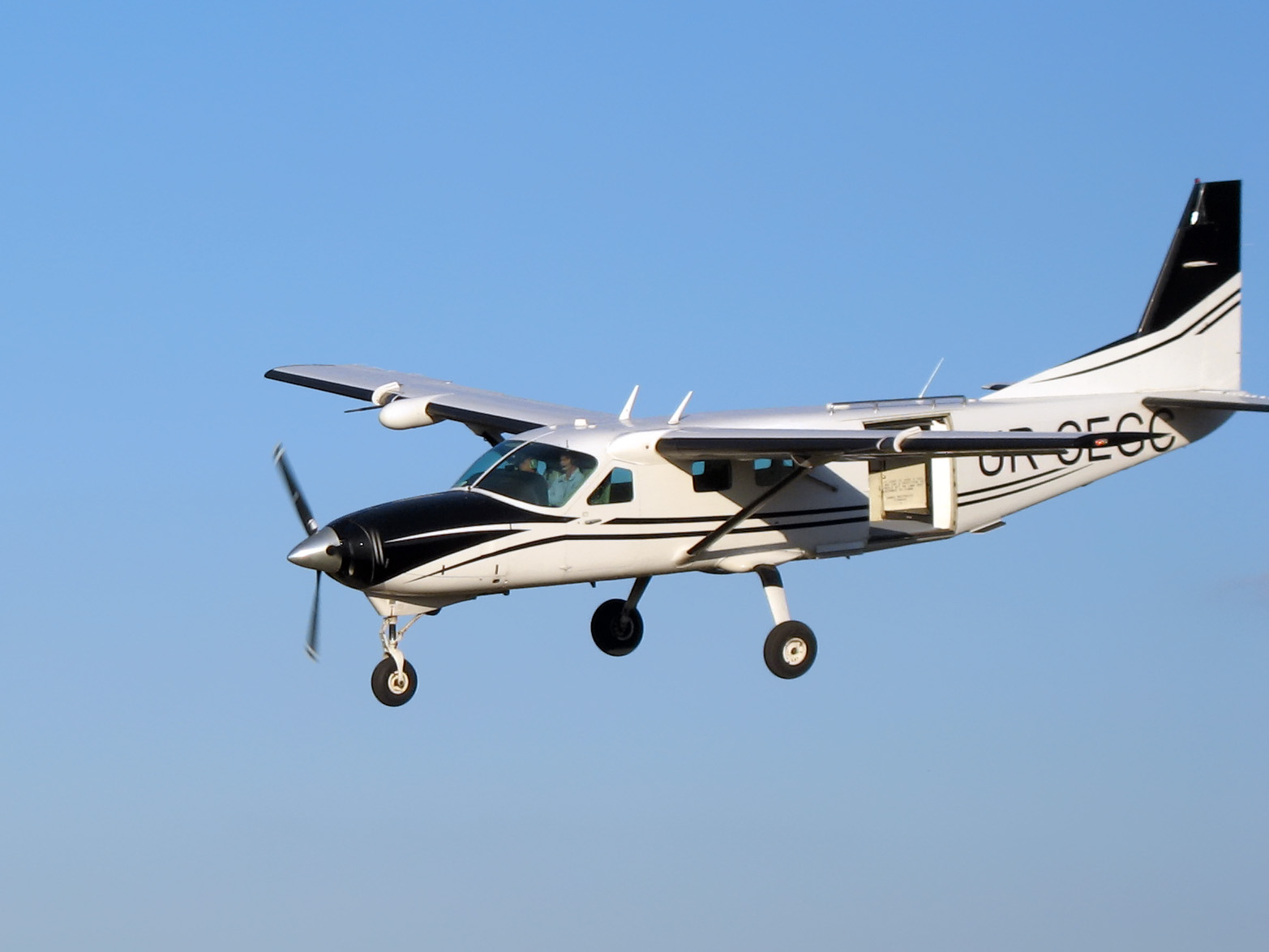
Cessna 208B[en]
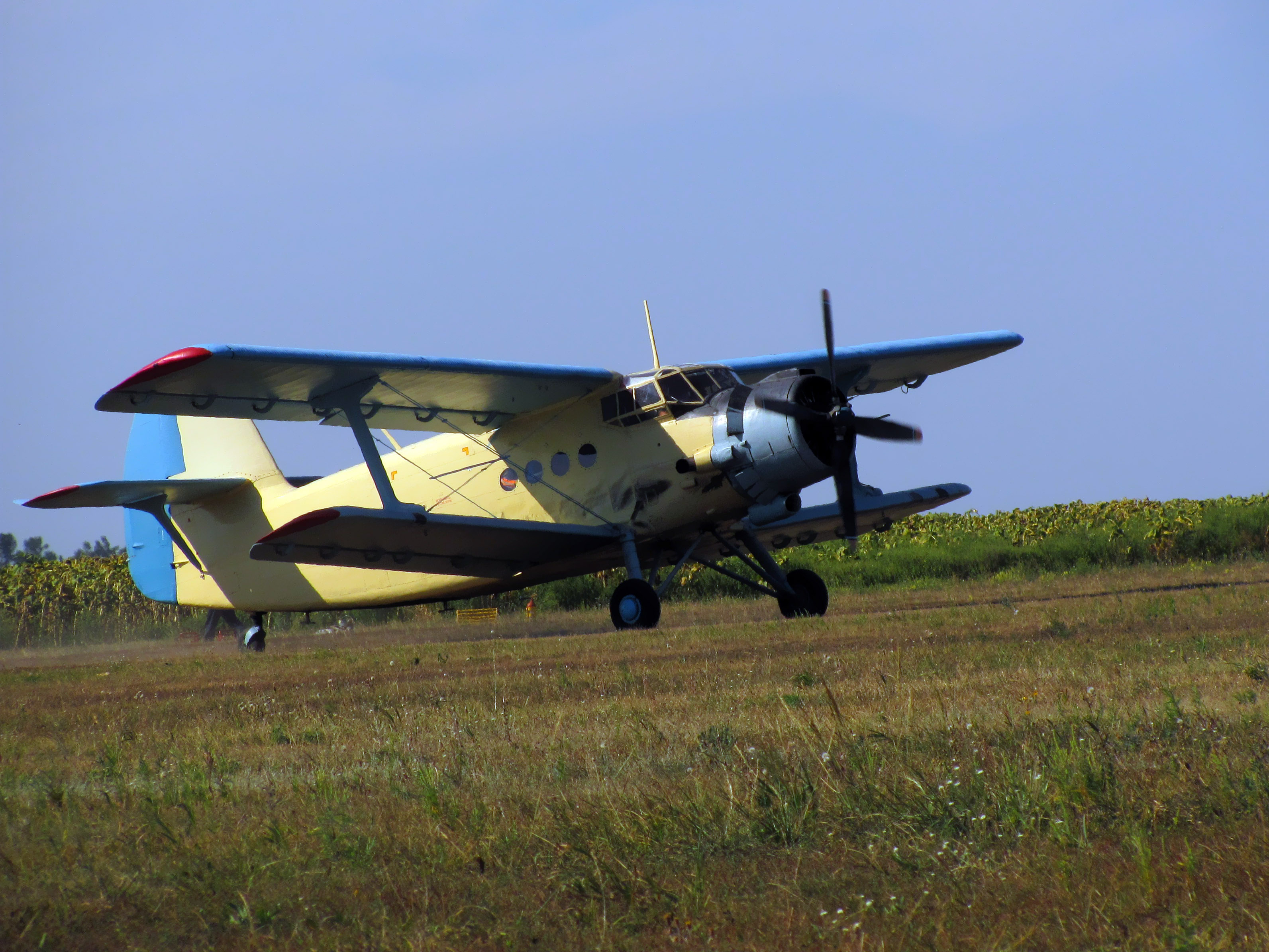
Ан-2